# Jandi Lin
Jessica Okalani Young, connue sous le nom de scène Jandi Lin (née le 19 mars 1985  à Hawaï) est une actrice américaine de films pornographiques.

## Filmographie sélective
- 2013 Asian Playthings
- 2010 Water Bondage: Featuring Jandi Lin
- 2009 Asian Fucking Nation 3
- 2008 No Man's Land Asian Edition 7
- 2008 No Man's Land Asian Edition 6
- 2008 Evil Anal 5
- 2008 Slave Dolls 3
- 2007 When Girls Play 6

### Distinctions
Récompenses
Nominations
- 2009 : AVN Award : Best All-Girl Group Sex Scene – No Man's Land: Asian Edition 6
- 2009 : AVN Award : Best Anal Sex Scene – Evil Anal 5
- 2009 : AVN Award : Best Threeway Sex Scene – Slave Dolls 3
- 2009 : AVN Award : Best New Starlet
- 2009 : XBIZ Award : New Starlet of the Year
- 2010 : AVN Award : Best Threeway Sex Scene – Asian Fucking Nation 3